# 昆頓鎮區 (新澤西州)
昆頓鎮區（英語：Quinton Township）是位於美國新澤西州塞勒姆縣的一個鎮區。

## 地方資料
昆頓鎮區的面積為62.87平方千米，當中陸地面積為61.62平方千米，而水域面積為1.25平方千米。根據2020年美國人口普查的數據，當地共有人口2580人，而人口密度為每平方千米41.04人。